# Jaume Ferrer-Calbeto Ferrer
Jaime Ferrer-Calbeto Ferrer (1897 - Arenys de Mar, 4 de gener de 1981) va ésser farmacèutic, president del Centro Monárquico (nucli que durant la Segona República Espanyola es vinculà a Renovación Española/Derecha de Cataluña), calvosotelista i batlle d'Arenys de Mar entre 1939 i 1952.
Era fill de Felip Ferrer i Ferrer i Maria Calbetó Roget (+1930) nascuts a Arenys de Mar. Es va casar amb Mercè Prat Dillet.
Durant la Guerra Civil espanyola fou condecorat i, en acabar la contesa adquirí la consideració de militant de Falange Española Tradicionalista y de las JONS. No simultaniejà el càrrec de batlle amb el de cap local del Movimiento Nacional, ja que ambdós càrrecs es van mantindre separats fins molt tard a Arenys de Mar. Fou, això sí, diputat provincial des de 1949 fins que cessà. Els seus anys de govern significaren l'apartament dels càrrecs de responsabilitat dels cercles catalanistes conservadors, integrats en la Lliga Regionalista, dominants a la vila durant els anys trenta.